# Джексон, Шерика
Ше́рика Дже́ксон (англ. Shericka Jackson; род. 16 июля 1994, Сент-Анн, Мидлсекс) — ямайская легкоатлетка, бегунья на короткие дистанции, олимпийская чемпионка 2020 года в эстафете 4×100 м, 4-кратная чемпионка мира, многократная чемпионка Ямайки. Выступает в беге на 60, 100, 200 и 400 метров. Обладательница второго времени в истории, национального рекорда и рекорда чемпионатов мира в беге на 200 метров (21,41).

## Спортивная карьера
В 2010 году на юношеских Олимпийских играх в Сингапуре заняла 4-е место на дистанции 200 метров с результатом 24,08 сек.
В 2011 году завоевала бронзу на чемпионате мира среди юношей в беге на 200 метров. В финале показала результат 23,62 секунды.
В 2012 году завоевала серебряную медаль на чемпионате мира среди юниоров в эстафете 4×400 метров. Результат сборной Ямайки в финальном забеге — 3.32,97 секунды.
В 2014 году завоевала серебро на чемпионате мира по эстафетам в эстафете 4×400 метров. Результат ямайской команды в финале — 3.23,26 секунды.
Принимала участие в чемпионате мира 2015 года. Выступала в беге на 400 метров и в эстафете 4×400 метров. В предварительном раунде бега на 400 метров прибежала второй с результатом 50,41 секунды. Вышла в полуфинал. В полуфинале прибежала второй с результатом 50,03 (личный рекорд). Вышла в финал. В финале прибежала третьей и завоевала бронзовую медаль. Результат — 49,99 секунды (обновила личный рекорд). Чемпионкой стала американка Эллисон Феликс, пробежавшая дистанцию за 49,26 секунды. Бежала за сборную Ямайки в эстафете 4×400 метров. В предварительном забеге команда Ямайки прибежала второй с результатом 3.23,62 секунды. Вышла в финал. В финале ямайская сборная прибежала первой и завоевала золотые медали. Результат — 3.19,13 секунды.
На Олимпийских играх 2016 года в 1-м раунде бега на 400 метров пришла к финишу первой, с результатом 51,73 секунды. Вышла в полуфинал. В полуфинале прибежала первой, с результатом 49,83 секунды. Установила личный рекорд. Вышла в финал. В финале прибежала третьей, с результатом 49,85 секунды. В финале эстафеты 4×400 метров команда Ямайки прибежала второй, с результатом 3 минуты 20,34 секунды.
На чемпионате мира 2017 года заняла пятое место на дистанции 400 метров, а в эстафете 4×400 метров сборная Ямайки не сумела финишировать в финале из-за травмы одной из участниц.

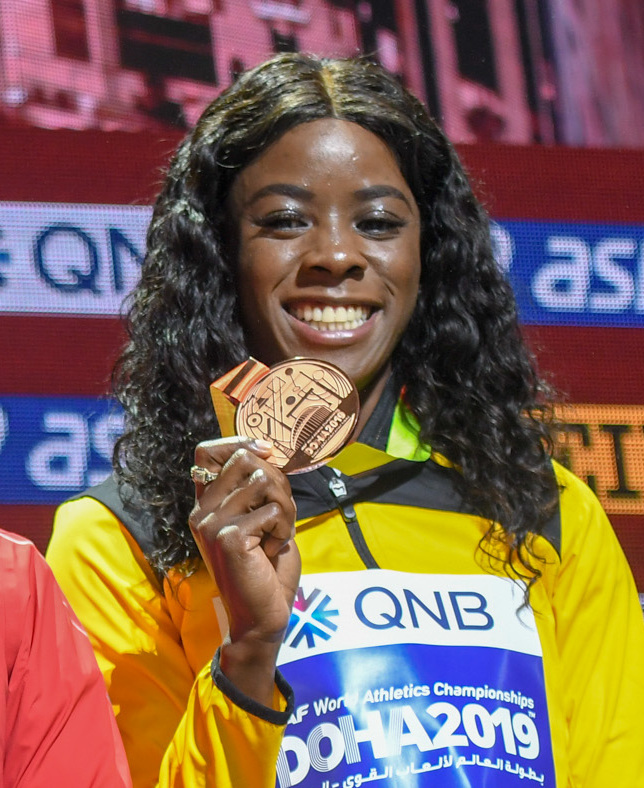
Чемпионат мира 2019 года

На предолимпийском чемпионате мира, который состоялся в 2019 году в Катаре, Шерика на дистанции 400 метров завоевала бронзовую медаль с результатом 49,47. Там же выиграла золото в эстафете 4×100 метров и бронзу в эстафете 4×400 метров.
На Олимпийских играх 2020 года завоевала три медали: золото в эстафете 4×100 метров, бронзу на дистанции 100 метров и бронзу в эстафете 4×400 метров.
На чемпионате мира 2022 года в Орегоне Джексон завоевала три медали: золото на 200-метровке с национальным рекордом и рекордом чемпионатов мира (21,45, второй результат в истории и лучший в XXI веке, на 0,11 сек хуже мирового рекорда), серебро на 100-метровке с личным рекордом (10,73) и серебро в составе сборной Ямайки в эстафете 4×100 метров.
7 июля 2023 года на Ямайке пробежала 100 метров за 10,65 сек — личный рекорд и пятый результат в истории.
В 2023 году на чемпионате мира в Будапеште Джексон стала второй в беге на 100 метров с результатом 10,72 сек. Это была 9-я в карьере Джексон медаль чемпионатов мира, больше за всю историю завоевали только 4 легкоатлетки: Эллисон Феликс, Шелли-Энн Фрейзер-Прайс, Мерлин Отти и Вероника Кэмпбелл-Браун. 25 августа выиграла свою 10-ю медаль на чемпионатах мира — золото на 200-метровке с рекордом чемпионатов мира и рекордом Ямайки (21,41, второй результат в истории).

## Выступления на Олимпийских играх
| Олимпийские игры    | 100 м | 200 м  | 400 м | Эстафета 4×100 м | Эстафета 4×400 м |
| ------------------- | ----- | ------ | ----- | ---------------- | ---------------- |
| 2016 Рио-де-Жанейро | —     | —      | 3     | —                | 2                |
| 2020 Токио          | 3     | предв. | —     | 1                | 3                |

## Личные рекорды

### На открытом воздухе
| Дисциплина | Время (сек) | Ветер    | Город, страна      | Дата           | Прим.                      |
| ---------- | ----------- | -------- | ------------------ | -------------- | -------------------------- |
| 100 м      | 10,65       | +1,0 м/с | Кингстон, Ямайка   | 7 июля 2023    | 5-й результат в истории    |
| 200 м      | 21,45       | +0,6 м/с | Юджин, Орегон, США | 21 июля 2022   | NR 2-й результат в истории |
| 400 м      | 49,47       |          | Доха, Катар        | 3 октября 2019 |                            |

## Достижения
| Год  | Соревнование                      | Город, страна             | Место | Дисциплина         | Время (с) |
| ---- | --------------------------------- | ------------------------- | ----- | ------------------ | --------- |
| 2010 | Юношеские Олимпийские игры 2010   | Сингапур                  | 4     | 200 м              | 24,08     |
| 2011 | Чемпионат мира среди юношей 2011  | Лилль, Франция            | 3     | 200 м              | 23,62     |
| 2011 | Чемпионат мира среди юношей 2011  | Лилль, Франция            | 1     | Смешанная эстафета | 2.03,42   |
| 2012 | Чемпионат мира среди юниоров 2012 | Барселона, Испания        | 8     | 200 м              | 23,53     |
| 2012 | Чемпионат мира среди юниоров 2012 | Барселона, Испания        | 2     | Эстафета 4×400 м   | 3.32,97   |
| 2014 | Чемпионат мира по эстафетам 2014  | Нассау, Багамские Острова | 2     | Эстафета 4×400 м   | 3.23,26   |
| 2015 | Чемпионат мира 2015               | Пекин, Китай              | 3     | 400 м              | 49,99     |
| 2015 | Чемпионат мира 2015               | Пекин, Китай              | 1     | Эстафета 4×400 м   | 3.19,13   |